# Kantabanji
Kantabanji es una ciudad y  comité de área notificada situada en el distrito de Balangir en el estado de Odisha (India). Su población es de 21819 habitantes (2011). Se encuentra a 339 km de Bhubaneswar.

## Demografía
Según el censo de 2011 la población de Kantabanji era de 21819 habitantes, de los cuales 11258 eran hombres y 10561 eran mujeres. Kantabanji tiene una tasa media de alfabetización del 78,53%, superior a la media estatal del 72,87%: la alfabetización masculina es del 86,28%, y la alfabetización femenina del 70,32%.